# Індіан-Рівер
Шаблон:StateAbbr_ 27°42′ пн. ш. 80°35′ зх. д. / 27.7° пн. ш. 80.58° зх. д.
Округ Індіан-Рівер (англ. Indian River County) — округ (графство) у штаті Флорида, США. Ідентифікатор округу 12061.

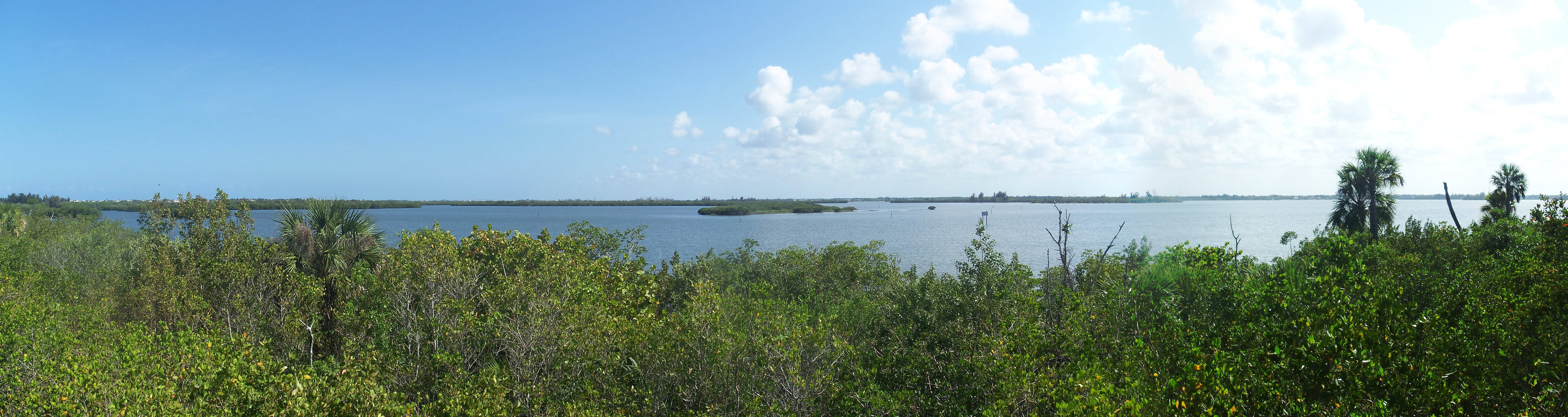
Панорамний вид у місті Оршид

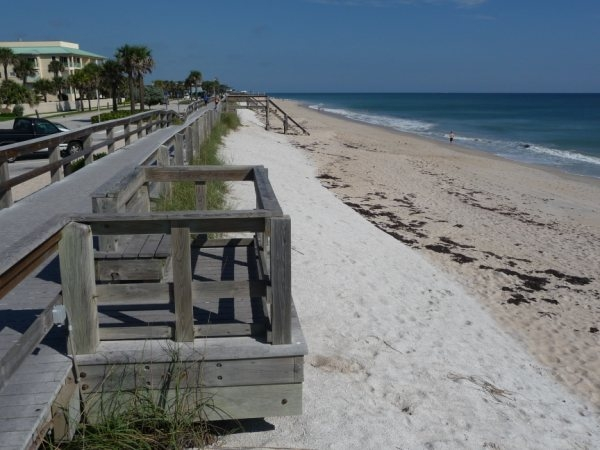
Конн пляж у місті Віро-Біч

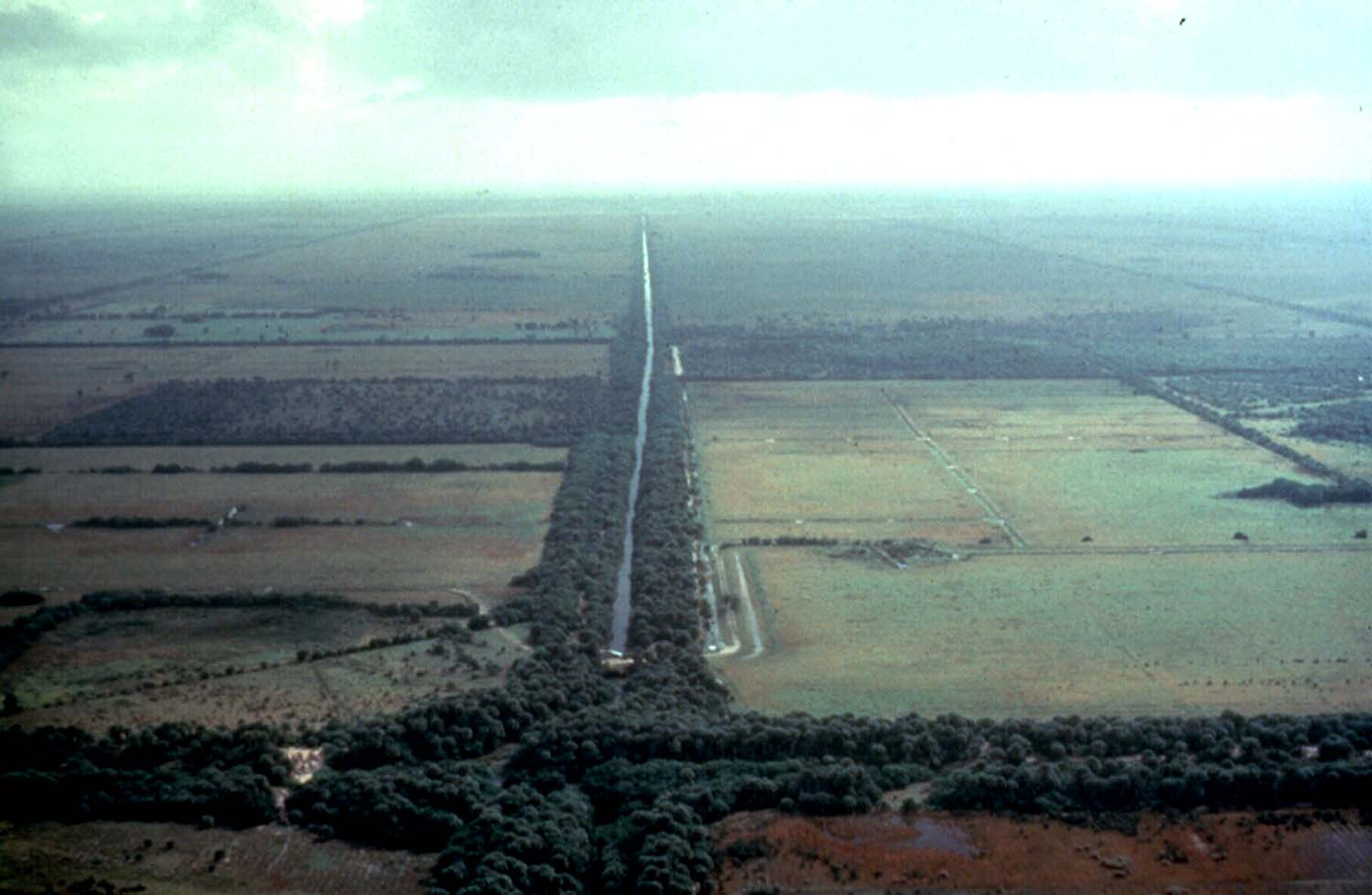
Осушування боліт річки Сент-Джонс

Населення 135,167 тисячі осіб (2009 рік). Центр повіту місто Віро-Біч.
В окрузі розташовані міста Себастіан й Віро-Біч. Округ входить до агломерації міста Сібастіан.

## Історія
Округ виділений 1925 року з округу Сент-Люсі.

## Демографія
За даними перепису 2000 року загальне населення округу становило 112947 осіб, зокрема міського населення було 103994, а сільського — 8953. Серед мешканців округу чоловіків було 54633, а жінок — 58314. В окрузі було 49137 домогосподарств, 32708 родин, які мешкали в 57902 будинках. Середній розмір родини становив 2,72.
Віковий розподіл населення поданий у таблиці:
| Стать    | До 15 років | 15-21 | 22-29 | 30-39 | 40-49 | 50-65 | 65-85 | Понад 85 |
| -------- | ----------- | ----- | ----- | ----- | ----- | ----- | ----- | -------- |
| Чоловіки | 9065        | 4461  | 3903  | 6250  | 7152  | 8882  | 13575 | 1345     |
| Жінки    | 8612        | 3703  | 3516  | 6413  | 7555  | 10463 | 15873 | 2179     |

## Суміжні округи
- Бревард — північ
- Сент-Люсі — південь
- Окічобі — південний захід
- Осіола — північний захід